# Gustavo Díaz Ordaz (Messico)
Gustavo Díaz Ordaz  è una municipalità dello stato di Tamaulipas, nel Messico nord-orientale, il cui capoluogo è la località di Ciudad Gustavo Díaz Ordaz.
Al censimento del 2010 possedeva una popolazione di 15.775 abitanti e una estensione di 431,12 km².
La città prende il nome da Gustavo Díaz Ordaz, presidente messicano dal 1964 al 1970.

## Economia
L'attività principale è l'agricoltura, si coltivano mais, sorgo, ortaggi (meloni, angurie, cipolle e zucchine).